# Eudiscopus denticulus
Eudiscopus denticulus is een zoogdier uit de familie van de gladneuzen (Vespertilionidae). De wetenschappelijke naam van de soort werd voor het eerst geldig gepubliceerd door Osgood in 1932.